# OFC Champions League 2007-2008
La OFC Champions League 2007-2008 è stata la settima edizione della OFC Champions League. La competizione è iniziata il 12 giugno 2007 con il turno preliminare e si è conclusa con le finali del 26 aprile (andata) e del 4 maggio 2008 (ritorno). Vi hanno partecipato società calcistiche provenienti da sette nazioni: Nuova Zelanda, Nuova Caledonia, Papua Nuova Guinea, Vanuatu, Tahiti, Figi e le Isole Salomone. Il trofeo è stato vinto dal Waitakere United.
Le squadre rappresentanti delle nazioni con il peggior ranking FIFA disputano il turno preliminare. Dal turno preliminare si qualifica una squadra, che raggiunge le altre nella fase a gruppi. Le squadre vincitrici dei due gruppi disputeranno la finale della competizione. La vincitrice si qualificò alla Coppa del mondo per club FIFA 2008.

## Squadre qualificate
| Squadra                      | Fase del torneo   |
| ---------------------------- | ----------------- |
| Waitakere United (detentore) | fase a gruppi     |
| Auckland City FC             | fase a gruppi     |
| Ba F.C.                      | fase a gruppi     |
| Kossa FC                     | fase a gruppi     |
| AS Manu-Ura (Tahiti)         | fase a gruppi     |
| Tafea FC                     | turno preliminare |
| JS Baco                      | turno preliminare |
| University-Inter FC          | turno preliminare |
| Sokattack Nikao              | turno preliminare |

## Turno preliminare
Disputato in Nuova Caledonia. Il Tafea FC vince il girone e si qualifica alla fase a gruppi.
| Team                | Pts | Pld | W | D | L | GF | GA | GD  |
| ------------------- | --- | --- | - | - | - | -- | -- | --- |
| Tafea FC            | 6   | 2   | 2 | 0 | 0 | 10 | 1  | +10 |
| JS Baco             | 3   | 2   | 1 | 0 | 1 | 2  | 5  | -3  |
| University-Inter FC | 0   | 2   | 0 | 0 | 2 | 1  | 7  | -6  |
| Sokattack Nikao     | -   | -   | - | - | - | -  | -  | -   |

| Date   | Home Team | Result | Away Team           |
| Jun 12 | JS Baco   | 2 - 0  | University-Inter FC |
| Jun 14 | Tafea FC  | 5 - 1  | University-Inter FC |
| Jun 16 | Tafea FC  | 5 - 0  | JS Baco             |

## Fase a gruppi

### Gruppo A
| Team                 | Pts | Pld | W | D | L | GF | GA | GD |
| -------------------- | --- | --- | - | - | - | -- | -- | -- |
| Waitakere United     | 8   | 4   | 2 | 2 | 0 | 5  | 3  | +2 |
| Auckland City FC     | 7   | 4   | 2 | 1 | 1 | 8  | 2  | +6 |
| AS Manu-Ura (Tahiti) | 1   | 4   | 0 | 1 | 3 | 2  | 10 | -8 |

| Date   | Home Team        | Result | Away Team        |
| Oct 27 | Auckland City    | 6 - 0  | AS Manu-Ura      |
| Oct 31 | Waitakere United | 2 - 1  | AS Manu-Ura      |
| Feb 16 | AS Manu-Ura      | 1 - 1  | Waitakere United |
| Feb 20 | Auckland City    | 0 - 1  | Waitakere United |
| Mar 29 | AS Manu-Ura      | 0 - 1  | Auckland City    |
| Apr 2  | Waitakere United | 1 - 1  | Auckland City    |

### Gruppo B
| Team     | Pts | Pld | W | D | L | GF | GA | GD |
| -------- | --- | --- | - | - | - | -- | -- | -- |
| Kossa FC | 8   | 4   | 2 | 2 | 0 | 8  | 4  | +4 |
| Tafea FC | 5   | 4   | 1 | 2 | 1 | 4  | 4  | 0  |
| Ba FC    | 3   | 4   | 1 | 0 | 3 | 4  | 8  | -4 |

| Date   | Home Team | Result | Away Team |
| Oct 27 | Kossa FC  | 1 - 1  | Tafea FC  |
| Oct 30 | Ba FC     | 1 - 0  | Tafea FC  |
| Feb 20 | Tafea FC  | 2 - 1  | Ba FC     |
| Feb 24 | Kossa FC  | 2 - 0  | Ba FC     |
| Mar 26 | Tafea FC  | 1 - 1  | Kossa FC  |
| Mar 29 | Ba FC     | 2 - 4  | Kossa FC  |

## Finale
26/04/08 - Andata: Kossa FC - Waitakere United 3 - 1

04/05/08 - Ritorno: Waitakere United - Kossa FC 5 - 0

### Campione
| OFC Champions League 2008: Waitakere United Secondo titolo |